# تشارلز د. كوبر
تشارلز د. كوبر (بالإنجليزية: Charles D. Cooper)‏ هو محامي وقاضي أمريكي، ولد في 1769 في Rhinebeck (town), New York ‏ في الولايات المتحدة، وتوفي في 30 يناير 1831.